# Ruuttilammi (Hietaniemi socken, Norrbotten)
Ruuttilammi är en sjö i Övertorneå kommun i Norrbotten och ingår i Sangisälvens huvudavrinningsområde.